# Elecciones presidenciales de Irlanda de 1945
Las segundas elecciones presidenciales de Irlanda se llevaron a cabo el 14 de junio de 1945, siendo las primeras elecciones presidenciales directas en la historia de Irlanda. Douglas Hyde, que había sido elegido sin oposición en las anteriores elecciones, no se presentó a la reelección. El partido en el poder, Fianna Fáil, presentó a Seán T. O'Kelly como candidato. El republicano independiente Patrick McCartan intentó encontrar las cuatro nominaciones de consejos locales para poder presentarse a la elección. Esperando que McCartan fallaría, el principal partido opositor, Fine Gael, presentó la candidatura de Seán Mac Eoin. Sin embargo, McCartan consiguió el apoyo de veinte miembros del Oireachtas, pudiendo también presentar su candidatura.
La elección del presidente de Irlanda se hace mediante un sistema de segunda vuelta instantánea, en la cual se puede votar por más de un candidato, mediante un sistema preferencial. Si el candidato más votado no obtiene mayoría absoluta, se elimina al candidato menos votado y se realiza un segundo recuento. En esta elección, Seán T. O'Kelly no obtuvo más del 49.5% de los votos, por lo que se realizó un segundo recuento entre él y Mac Eoin. El resultado fue una previsible victoria para O'Kelly. Sin embargo, el hecho de que el segundo recuento fuera necesario mostró la creciente oposición hacia el gobierno del Fianna Fáil, lo que se traduciría en su derrota en las siguientes elecciones generales.

## Resultados
| Candidatos | Candidatos       | Partidos      | Primer recuento | Primer recuento | Segundo recuento | Segundo recuento |
| Candidatos | Candidatos       | Partidos      | Votos           | %               | Votos            | %                |
| ---------- | ---------------- | ------------- | --------------- | --------------- | ---------------- | ---------------- |
|            | Seán T. O'Kelly  | Fianna Fáil   | 537,965         | 49,5%           | 565,165          | 55,5%            |
|            | Seán Mac Eoin    | Fine Gael     | 335,539         | 30,9%           | 453,425          | 44,5%            |
|            | Patrick McCartan | Independiente | 212,834         | 19,6%           |                  |                  |
| Fuente:    |                  |               |                 |                 |                  |                  |

### Resultados por condado
| Ciudad/Condado             | Seán T. O'Kelly | Seán Mac Eoin | Patrick McCartan |
| -------------------------- | --------------- | ------------- | ---------------- |
| Condado de Carlow          | 46.8%           | 39.3%         | 13.9%            |
| Condado de Cavan           | 49.3%           | 40.4%         | 10.3%            |
| Condado de Clare           | 57.7%           | 27.2%         | 15.1%            |
| Condado de Cork            | 44.1%           | 34.5%         | 21.4%            |
| Ciudad de Cork             | 50.2%           | 32.7%         | 17.1%            |
| Condado de Donegal         | 54.4%           | 28.6%         | 17%              |
| Condado de Dublín          | 43%             | 31%           | 26%              |
| Ciudad de Dublín           | 45.9%           | 25.5%         | 28.6%            |
| Condado de Galway          | 57.7%           | 22.6%         | 19.8%            |
| Condado de Kerry           | 56.8%           | 19.8%         | 23.4%            |
| Condado de Kildare         | 54.1%           | 31.9%         | 14%              |
| Condado de Kilkenny        | 53.6%           | 32.5%         | 13.9%            |
| Condado de Laois           | 45.8%           | 29.1%         | 25%              |
| Condado de Leitrim         | 39.5%           | 45.8%         | 14.7%            |
| Condado de Limerick        | 55.9%           | 32.4%         | 11.7%            |
| Ciudad de Limerick         | 56.2%           | 28.5%         | 15.3%            |
| Condado de Longford        | 35.1%           | 61%           | 3.9%             |
| Condado de Louth           | 49.3%           | 33.9%         | 16.8%            |
| Condado de Mayo            | 50%             | 27%           | 23%              |
| Condado de Meath           | 58%             | 27.9%         | 14%              |
| Condado de Monaghan        | 54.4%           | 28.7%         | 16.9%            |
| Condado de Offaly          | 53.1%           | 26.1%         | 20.8%            |
| Condado de Roscommon       | 47.6%           | 36.4%         | 15.9%            |
| Condado de Sligo           | 39.7%           | 46.4%         | 13.9%            |
| Condado de North Tipperary | 52.1%           | 31.4%         | 16.5%            |
| Condado de South Tipperary | 50.5%           | 33.2%         | 16.3%            |
| Condado de Waterford       | 58.8%           | 27.9%         | 13.3%            |
| Ciudad de Waterford        | 52.2%           | 28.9%         | 18.9%            |
| Condado de Westmeath       | 47.5%           | 44.9%         | 7.5%             |
| Condado de Wexford         | 46.9%           | 28.8%         | 24.3%            |
| Condado de Wicklow         | 42.8%           | 21%           | 36.2%            |
| Total                      | 49.5%           | 30.9%         | 19.6%            |